# Seeschlachten der La Naval de Manila
Westeuropa

Oosterweel – Dahlen – Heiligerlee – Jemgum – Jodoigne – Le Quesnoy – Brielle – Mons – Goes – 1. Mechelen – Naarden – Middelburg – Haarlem – Alkmaar – Geertruidenberg – Leiden – Delft – Valkenburg – Mooker Heide – Schoonhoven – Zierikzee – 1. Antwerpen – Gembloux – Rijmenam – 1. Deventer – Borgerhout – 1. Maastricht – 2. Mechelen – 1. Steenwijk – Kollum – 1. Breda – Noordhorn – Niezijl – Lochem – Lier – Eindhoven – Steenbergen – Ghent – Aalst – 2. Antwerpen – IJsseloord – Empel – Boksum – 1. Grave – 1. Venlo – Axel – Neuss – 1. Rheinberg – Zutphen – 1. Sluis – 1. Bergen-op-Zoom – 2. Geertruidenberg – 2. Breda – 2. Zutphen – 2. Deventer – Delfzijl – Knodsenburg – 1. Hulst – Nijmegen – Rouen – Caudebec – 2. Steenwijk – 1. Coevorden – 3. Geertruidenberg – 2. Coevorden – Groningen – Huy – 1. Groenlo – Lippe – Calais – 2. Hulst – Turnhout – 2. Rheinberg – 1. Moers – 2. Groenlo – Bredevoort – Enschede – Ootmarsum – 1. Oldenzaal – 1. Lingen – 1. Schenckenschans – Zaltbommel – Rees – San Andreas – Nieuwpoort – 3. Rheinberg – Ostende – 1. 's-Hertogenbosch – 2. Grave – Hoogstraten – 3. Sluis
Zwölfjähriger Friede

2. Lingen – 3. Groenlo – Aachen – Jülich – 2. Bergen op Zoom – Fleurus – 3. Breda – 2. Oldenzaal – 4. Groenlo – 2. 's-Hertogenbosch – Slaak – 2. Maastricht – Leuven – 2. Schenkenschans – 4. Breda – 2. Venlo – Kallo – 3. Hulst
Europäische Gewässer

Vlissingen – Borsele – Haarlemmermeer – Zuiderzee – Schelde – Lillo – Ponta Delgada – Bayona Islands – Golf von Almería – 1. Cadiz – Azoren – Straße von Dover – 2. Sluis – 1. Kap St. Vincent – 1. Gibraltar – 2. Gibraltar – 2. Cadiz – Lizard Point – Dünkirchen – Calais – Downs – 2. Kap St. Vincent – 2. St. Martin
Amerika

Bahia – Matanzas – St. Martin – San Juan – Abrolhos – Pernambuco – Südchile
Ostindien

Playa Honda – 1. San Salvador – 2. San Salvador – La Naval de Manila – Puerto de Cavite

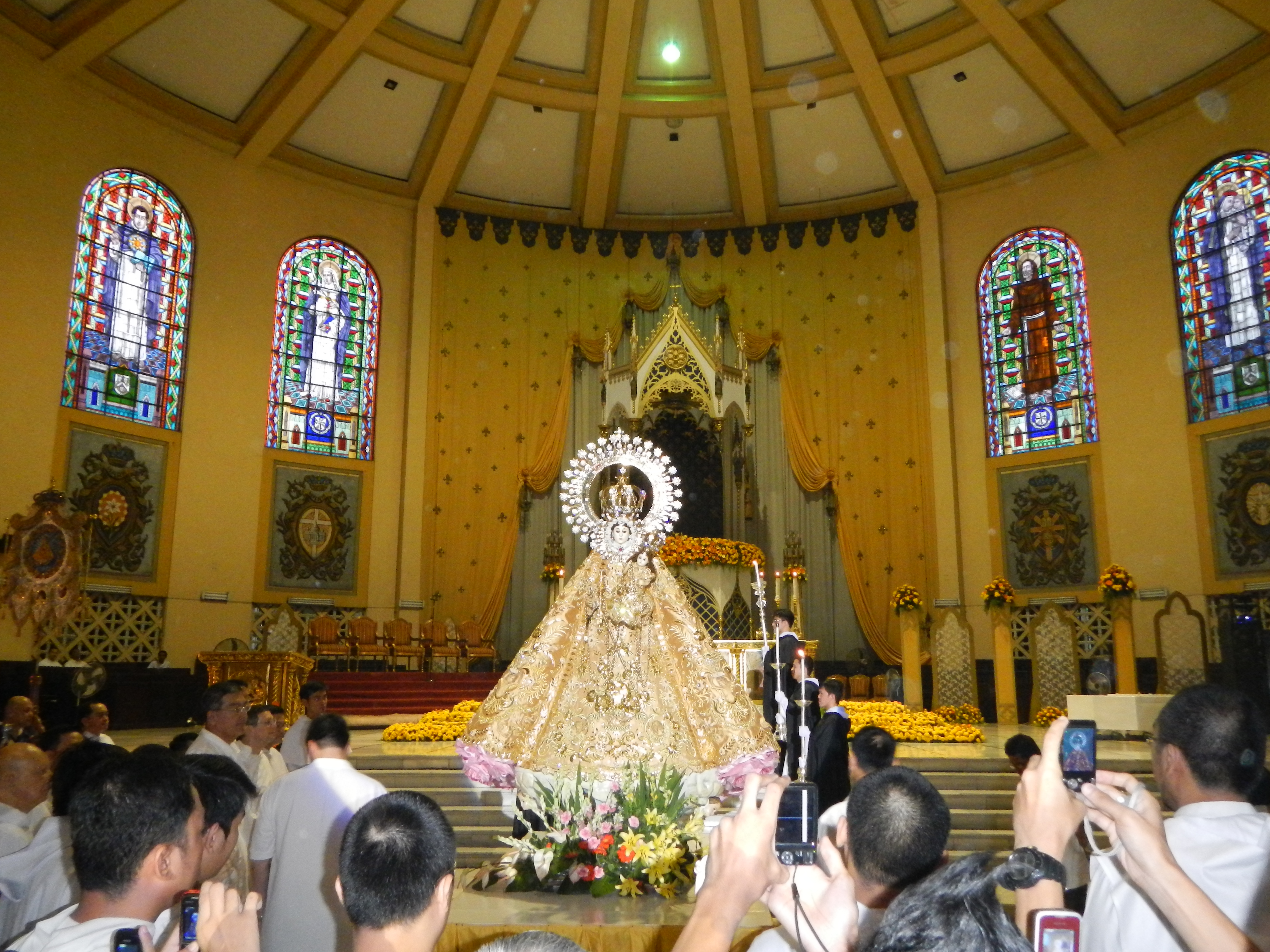
Heiligenfigur der La Naval de Manila

Die Seeschlachten der La Naval de Manila waren eine Reihe von Auseinandersetzungen der Seestreitkräfte von Spanien und der Republik der Sieben Vereinigten Provinzen, oft auch nach ihrer führenden Provinz Holland genannt, von März bis Oktober 1646 in den Gewässern des Inselarchipels der Philippinen. Es waren fünf Seeschlachten, eine Seeblockade und ein Gefecht an Land.
Die Seeschlachten standen im Zusammenhang mit dem Versuch der Niederländer, am Ende des Achtzigjährigen Krieges die Philippinen unter ihre Kontrolle zu bekommen und die spanische Oberhoheit über den Inselarchipel abzulösen. Die Invasion der Philippinen konnte von den spanisch-philippinischen Streitkräften erfolgreich abgewehrt werden, obwohl das Kräfteverhältnis zugunsten der Holländer war. Der spanische Erfolg wurde der Schutzheiligen der spanisch-philippinischen Streitmacht gewidmet, der Maria vom Siege, die auf den Philippinen als La Naval de Manila bis heute verehrt wird. Die römisch-katholische Kirche erklärte 1652 den Ausgang der Schlachten zum Wunder der La Naval de Manila.

## Vorgeschichte
Seit dem Jahr 1600 drangen immer wieder holländische Kaperfahrer in die Gewässer des Inselarchipels ein. Der erste war Olivier van Noort, der mit zwei Schiffen die Philippinen erreichte und in die Bucht von Manila eindrang. Die Spanier rüsteten eiligst zwei Galeonen aus und fuhren den holländischen Schiffen entgegen. Es kam am 12. Dezember 1600 zum Seegefecht vor der Insel Fortune, westlich von Nasugbu gelegen, bei dem eine holländische Galeone aufgebracht, van Noorts Flaggschiff, die Mauritius, schwer beschädigt und die spanische Galeone San Diego versenkt wurde.
Weitere holländische Kaperfahrten fanden 1609 unter Francois de Wittert und 1616/17 unter Joris van Spilbergen statt, die jedoch von den spanischen Streitkräften zurückgeschlagen werden konnten. 1640/41 blockierten drei holländische Galeonen die San-Bernardino-Straße, um die jährlich verkehrende Manila-Galeone abzufangen. Die Spanier konnten jedoch die Galeone umleiten.

## Kräfteverhältnis
Die holländische Streitmacht bestand aus 18 Galeonen, die in drei Schwadronen aufgeteilt wurden. Die Flotte wurde von Maarten Gerritszoon de Vries kommandiert. Die erste Schwadron bestand aus fünf Galeonen, die den Auftrag hatten, die Gebiete der heutigen Ilocos-Region vom Rest des Landes abzuschneiden und den Handel mit China zu unterbrechen. Die zweite Schwadron bestand aus sieben Galeonen; sie hatte den Auftrag, Zamboanga zu erobern und dann die San-Bernardino-Straße zu blockieren, um die Manila-Galeone abzufangen. Die dritte Schwadron bestand aus sechs Galeonen und hatte den Auftrag, den Handel mit Ternate zu blockieren.
Die spanische Streitmacht bestand zu Anfang aus zwei Galeonen, der Rosario und der Encarnacion. Später im Juli wurden sie durch die San Diego verstärkt, diese hatte jedoch viele technische Schwierigkeiten, so dass sie größtenteils als Reserve fungierte. Die genaue Anzahl der Truppenstärken, Kanonenbewaffnung usw. beider Seiten ist nicht bekannt. Von den spanischen Schiffen ist nur bekannt, dass sie eine Kanonenbewaffnung zwischen 30 und 34 Kanonen verschiedener Kaliber hatten.

## Verlauf

### Schlacht vor Bolinao
Das erste Aufeinandertreffen der beiden Streitkräfte fand am Nachmittag des 15. März vor der Küste der Gemeinde Bolinao zwischen den beiden spanischen Schiffen und der ersten Schwadron der Holländer statt. In der vierstündigen Auseinandersetzung wurden die fünf niederländischen Schiffe durch etliche Treffer beschädigt und beendeten die Schlacht mit Einbruch der Dunkelheit. Laut den spanischen Berichten zog sich die niederländische Schwadron nach Norden zurück. Die spanischen Schiffe verfolgten sie bis zum Kap Bojeador, dem Nordwestkap der Insel Luzon. Die spanischen Schiffe erhielten während der Schlacht nur wenige leichte Treffer mit geringen Schäden, und nur wenige Verletzte waren zu beklagen. Die beschädigten Schiffe wurden anschließend im Hafen von Bolinao instand gesetzt.

### Angriff auf Zamboanga
Die zweite Schwadron der Holländer erreichte bereits Mitte April die philippinischen Gewässer und attackierte eine Garnison auf der Insel Jolo. Die Holländer mussten jedoch feststellen, dass diese zuvor von den Spaniern aufgegeben worden war. Das nächste Angriffsziel der Holländer war das Fort Pilar in Zamboanga. In Zamboanga konzentrierten die Spanier ihre Truppen, nach Ankunft der Holländer beschossen die Galeonen die Stadt und die Festung. Nach dem Beschuss setzten die Holländer Bodentruppen ein, um die Festung zu erobern. Dieser Angriff wurde jedoch von fünf spanischen und zwei philippinischen Kompanien zurückgeschlagen. Die Holländer verloren bei diesem Gefecht ca. 100 Mann und gaben den Plan auf, Fort Pilar einzunehmen, da sie den Widerstand der spanisch-philippinischen Truppen als zu stark einschätzten.

### Seeblockade von Ticao
Nach der ersten Seeschlacht vor Bolinao fuhren die beiden spanischen Schiffe zum Hafen von San Jacinto, auf der Insel Ticao, um das Eintreffen der Manila-Galeone San Diego abzuwarten, die für den 21. Juli avisiert war. Nach dem Abbruch der Kämpfe um Zamboanga sammelten sich die holländischen Schiffe und nahmen Kurs auf die San-Bernardino-Straße, um die Manila-Galeone abzufangen. Mitte Juni erreichten die Holländer das Seegebiet. Neben den sieben Galeonen wurden sie von 16 Barkassen begleitet. Sie schickten ihre kleineren Schiffe zur Aufklärung aus und stellten die Anwesenheit der Rosario und der Encarnacion im Hafen von San Jacinto fest. Maarten Gerritszoon de Vries entschloss sich, die spanischen Schiffe am 23. Juni im Hafen einzuschließen. Es kam während der Belagerung zu kleineren Scharmützeln zwischen den Holländern zur See und den Spaniern zu Lande. Die Holländer versuchten mehrfach, mit ihren Barkassen in den Hafen einzudringen, wurden jedoch durch den Artilleriebeschuss von spanisch-philippinischen Bodentruppen daran gehindert. Am 30. Tag durchbrachen mehrere spanische Brigantinen die Blockade, und am 31. Tag der Belagerung brachen die Holländer diese ab, da sie wahrscheinlich annahmen, dass die Manila-Galeone bereits das Seegebiet passiert hatte, und segelten Richtung Manila. Die beiden spanischen Galeonen folgten den Holländern umgehend.

### Schlacht in der Sibuyan-See
Die Spanier sichteten die Holländer bereits am 28. Juli wieder, verfolgten sie und holten den Schiffsverband am Morgen des 29. Juli auf der Höhe der Inseln Marinduque und Banton in der Sibuyan-See ein. Die Rosario ließ sich zuvor weiter zurückfallen, während die Encarnacion die Aufmerksamkeit der Holländer auf sich zog und von diesen umringt wurde. Die Holländer konzentrierten ihr Feuer auf die Encarnacion, erzielten jedoch nur wenige Treffer. Die Rosario kam von hinten auf die Holländer zu, konnte frei manövrieren und eröffnete das Feuer auf die holländischen Galeonen. Die Holländer wollten nun die Encarnacion entern. Dies wussten die Spanier jedoch zu verhindern und feuerten nach dem Kappen der Enterleinen aus kürzester Entfernung eine Breitseite auf die Holländische Galeone. Das holländische Schiff explodierte und riss bis auf einen Mann die gesamte Mannschaft mit auf den Meeresgrund. Die Holländer brachen die Schlacht daraufhin ab und zogen sich in Richtung der Insel Mindoro zurück. Der überlebende Holländer wurde von den Spaniern gerettet und inhaftiert.

### Schlacht vor Mindoro
Die nächste Schlacht fand bereits zwei Tage später vor der Ostküste der Insel Mindoro statt. Die Spanier stellten die holländische Flotte im Norden der Tablas-Straße, zwischen Mindoro und der Insel Maestro de Campo und gingen wieder in die Offensive. Der Schusswechsel begann auf größere Entfernung. Die Holländer entschlossen sich, eine Galeone als Batterieschiff zu verwenden, das von einigen Barkassen begleitet wurde. Die spanischen Musketiere auf beiden spanischen Schiffen schossen sich auf die Besatzungen der Barkassen ein, als sie in Reichweite kamen, während sich die Artillerie auf die niederländische Galeone einschoss. Als das Schiff zwischen die Spanier geriet, erhielt es mehrere Volltreffer und sank mit der gesamten Besatzung. Die verbliebenen holländischen Schiffe der zweiten Schwadron zogen sich nach der Niederlage nach Batavia zurück.

### Ankunft der San Diego

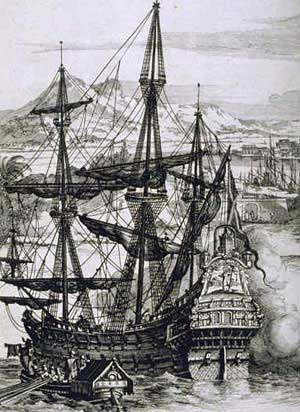
Spanische Galeone

Die Manila-Galeone San Diego erreichte die Philippinen erst Anfang September. Das Schiff durchfuhr ohne Probleme die San-Bernardino-Straße und erreichte die Manilabucht wenige Tage später. Bei der Passage von Fortune sichteten die Spanier drei holländische Galeonen, die zur dritten Schwadron der Invasionsflotte gehörten. Von der Anwesenheit der dritten Schwadron in den philippinischen Gewässern wussten die Spanier in Manila zu diesem Zeitpunkt noch nichts. Als die Holländer die San Diego sichteten, nahmen sie die Verfolgung auf, um sie aufzubringen. Die San Diego konnte sich jedoch der Kaperung entziehen und floh in den Hafen von Cavite. Der befehlshabende Offizier der San Diego, General Cristoval Marquez de Valenzuela, unterrichtete die Behörden; diese mobilisierten Truppen, um den Hafen zu verteidigen. Auf Befehl des Generalgouverneurs der Philippinen wurde nach diesem Ereignis die San Diego zum Kriegsschiff umgebaut. Die Flotte der Spanier bestand nun aus drei Galeonen, einer Galeere und vier Brigantinen.

### Schlacht in der Calavite-Straße
Am 16. September segelten die Encarnacion und die Rosario zur Insel Fortune, konnten jedoch die holländischen Schiffe nicht finden. Sie fuhren weiter in Richtung Mindoro und der Lubang-Inseln. Sie fanden die drei holländischen Galeonen westlich der Lubang-Inseln in der Calavite-Straße. Gegen vier Uhr nachmittags begann die Schlacht zwischen den Schiffen. Die Spanier hatten jedoch den Wind gegen sich, was sie in die Defensive zwang. Den Holländern gelang es, die Rosario zu umringen, jedoch erhielt sie nur wenige Treffer. Die Encarnacion navigierte außerhalb des Kreises und zwang schließlich die Holländer, sich in Richtung Kap Calavite zurückzuziehen.

### Schlacht vor Mariveles
Das letzte Aufeinandertreffen fand am 4. Oktober 1646 vor der Küste der Ortschaft Mariveles vor der Südwestküste der Bataan-Halbinsel statt. Die Encarnacion und die Rosario operierten eigenständig, und die San Diego, die Galeere und die vier Brigantinen verblieben als Reserve hinter den beiden zurück. Die drei holländischen Galeonen griffen die beiden spanischen sofort an, und es entwickelte sich eine vierstündige Seeschlacht. Die Encarnacion deckte die Holländer mit einem Geschosshagel ein, und der Befehlshaber ließ die Galeere nach vorn schicken, um das holländische Führungsschiff anzugreifen. Diese fügte dem Führungsschiff schwere Treffer zu, so dass die Holländer bei Sonnenuntergang die Schlacht abbrachen und in der Dunkelheit verschwanden.

### Verluste
Nach spanischen Angaben verlor die spanisch-philippinische Streitmacht lediglich 15 Mann während der gesamten Schlachten. Die Holländer verloren wahrscheinlich mehr als 500 Mann, drei Galeonen und mehrere kleinere Schiffe.